# إيلين باول
إيلين باول (بالإنجليزية: Eileen Powell)‏ هي نقابية أسترالية، ولدت في 3 أغسطس 1913، وتوفيت في 19 يوليو 1997.
انضمت إيلين لويزا باول إلى حزب العمل الأسترالي عام 1928 وهي في سن المراهقة، لتصبح سكرتيرة مساعدة بفرع الحزب في منطقة ستانمور عام 1929.  عملت موظفة مساعدة في متجر غريس برذرز (الأخوة غريس) على شارع برودوي قبل أن تصبح صحفية في  صحيفة محلية تدعى ليبور ديلي، حيث عملت في مكتب الصحيفة الرئيسي من عام 1929 حتى عام 1936. كانت إيلين تعمل في اتحاد السكك الحديدية الأسترالي  منذ عام 1937 محررةً لمجلة  الاتحاد. عام 1938، نقلت اتحاد السكك الحديدية قضية إدارة السكك الحديدية إلى مفوض التسوية، مدعومين إلى حد كبير من نتائج تحقيقات باول عن ظروف عمل الموظفات. منح المفوض الموظفات الإناث زيادة صغيرة على أجورهنّ لكنه لم يتطرق قط للنقاط الرئيسية التي أثارتها القضية. 
خلال الحرب العالمية الثانية، عملت باول في قسم العمل والخدمة الوطنية للكومنولث. كانت النساء في ذلك الوقت يؤدين العديد من الوظائف على الجبهة الداخلية، وكان لباول دور فعال في تأسيس قسم الرعاية الصناعية للإشراف على هذه العملية. بعد انتهاء الحرب، عادت إلى اتحاد السكك الحديدية واستضافت جلسة إذاعية يومية شهيرة على قناة 2KY الإذاعية بين العامين 1944 و 1952، ثم عُيّنت مراسلة للجنة الخبراء بمنظمة العمل الدولية في أستراليا للوقوف على أداء حكومة كورتين في ما يختص بظروف عمل النساء، بناءً على توصية ألبرت مونك رئيس المجلس الأسترالي لنقابات العمال. تزوجت عام 1948 من فريد كولمان براون وهو صحفي في صحيفة سيدني مورنينج هيرالد.
خاضت باول الانتخابات الفيدرالية عام 1951 مرشحة حزب العمال في شمال سيدني لكنها لم تنجح. استمرت بنشاطها النضالي والحقوقي فقدمت عام 1969 أدلة في قضية الأجور الوطنية والتي تبنت مبدأ التساوي بالأجر عند التساوي بالعمل، وحصلت على ميدالية اليوبيل الفضي في عام 1977. توفيت إيلين لويزا باول عام 1997. 